# MTV Europe Music Awards 2014
MTV EMAs 2014 — церемонія нагородження MTV Europe Music Awards, що відбулася у The SSE Hydro, Глазго, Шотландія 9 листопада 2014 року. Це вперше з 2003 року церемонія нагородження була проведена в Шотландії, і вп'яте у Великій Британії відтоді, як шоу відбулося в Белфасті, Північна Ірландія. На церемонії були представлені найгарячіших музичні виконавці світу останнього року. Ведучою події була Нікі Мінаж.
Аріана Ґранде відкрила шоу з піснями «Problem» і «Break Free». Шоу Аліши Кіз було представлене в O2 Academy Glasgow. Оззі Осборн отримав нагороду «Ікона світового масштабу» від Слеша. Слеш закрив шоу, виконавши пісню «Crazy Train» за участі The Conspirators та з Міллесом Кеннеді і Саймоном Нілом з гурту Biffy Clyro на вокалі.
One Direction та 5 Seconds of Summer стали найбільшими переможцями вечора, здобувши по три нагороди, а Аріана Ґранде та Кеті Перрі — по дві.

## Процес голосування
| Категорія                                                        | Метод голосування                                            | Дата початку         | Дата закінчення        |
| ---------------------------------------------------------------- | ------------------------------------------------------------ | -------------------- | ---------------------- |
| Найкращі фанати                                                  | Твіттер та Instagram                                         | 15 вересня 24:00 CET | 8 листопада 23:59 CET  |
| Найкращий міжнародний виконавець Пре-номінація                   | Твіттер та Weibo (лише у Китаї)                              | 9 вересня 24:00 CET  | 14 вересня 23:59 CET   |
| Найкращий міжнародний виконавець Фаза 1 — Місцева                | Вебсайт mtvema.com/App                                       | 16 вересня 24:00 CET | 22 жовтня 23:59 CET    |
| Найкращий міжнародний виконавець Фаза 2 — Кластерна              | Вебсайт mtvema.com/App                                       | 23 жовтня 24:00 CET  | 29 жовтня 23:59 CET    |
| Найкращий міжнародний виконавець Фаза 3 — Фінальна               | Вебсайт mtvema.com/App                                       | 30 жовтня 24:00 CET  | 8 листопада 23:59 CET  |
| Найкраще відео                                                   | Музична редакційна група MTV — аудиторія не має права голосу | н/д                  | н/д                    |
| Ікона світового масштабу                                         | Музична редакційна група MTV — аудиторія не має права голосу | н/д                  | н/д                    |
| Найкращі моменти EMA                                             | Вебсайт mtvema.com/mtv-ema-top-20                            | 25 вересня 24:00 CET | 20 листопада 23:59 CET |
| Додаткова соціальна категорія (Артист на злеті, #EMAzing Artist) | соціальні мережі                                             | н/д                  | н/д                    |
| Всі інші                                                         | Вебсайт mtvema.com/App                                       | 16 вересня 24:00 CET | 8 листопада 23:59 CET  |

## Номінації
Переможців виділено Жирним.

### Найкраща пісня
- Аріана Ґранде (за участі Іггі Азалії) — «Problem[en]»
- Eminem (за участі Ріанни) — «The Monster»
- Кеті Перрі (за участі Juicy J) — «Dark Horse»
- Фаррелл Вільямс — «Happy»
- Сем Сміт — «Stay With Me»

### Найкраще відео
- Іггі Азалія (за участі Ріти Ори) — «Black Widow[en]»
- Кеті Перрі (за участі Juicy J) — «Dark Horse»
- Кайза — «Hideaway[en]»
- Фаррелл Вільямс — «Happy»
- Sia — «Chandelier»

### Найкраща співачка
- Аріана Ґранде
- Бейонсе
- Кеті Перрі
- Нікі Мінаж
- Тейлор Свіфт

### Найкращий співак
- Ед Ширан
- Eminem
- Джастін Бібер
- Джастін Тімберлейк
- Фаррелл Вільямс

### Найкращий новий виконавець
- 5 Seconds of Summer
- Аріана Ґранде
- Charli XCX
- Кайза
- Сем Сміт

### Найкращий поп-виконавець
- 5 Seconds of Summer
- Аріана Ґранде
- Кеті Перрі
- Майлі Сайрус
- One Direction

### Найкращий електронний проект
- Афроджек
- Avicii
- Кельвін Гарріс
- Девід Гетта
- Hardwell

### Найкращий рок-виконавець
- Arctic Monkeys
- The Black Keys
- Coldplay
- Imagine Dragons
- Linkin Park

### Найкращий альтернативний виконавець
- Fall Out Boy
- Лана Дель Рей
- Lorde
- Paramore
- Thirty Seconds to Mars

### Найкращий хіп-хоп виконавець
- Дрейк
- Eminem
- Іггі Азалія
- Каньє Вест
- Нікі Мінаж

### Найкращий концертний виконавець
- Бейонсе
- Бруно Марс
- Джастін Тімберлейк
- Кеті Перрі
- One Direction

### Найкращий виконавець проекту "Worldstage"[en]
- Афроджек
- B.o.B[en]
- Еллі Голдінг
- Енріке Іглесіас
- Fall Out Boy
- Flo Rida
- Hardwell
- Imagine Dragons
- The Killers
- Kings of Leon
- Linkin Park
- Ніколь Шерзінгер
- Фаррелл Вільямс
- Simple Plan

### Найкращий Push-виконавець
- 5 Seconds of Summer
- Аріана Ґранде
- Charli XCX
- Кріс Каб[en]
- Джон Ньюмен
- Jungle
- Kid Ink[en]
- Кайза
- Lorde
- Сем Сміт
- Zedd

### Найкращі фанати
- 5 Seconds of Summer
- Аріана Ґранде
- Джастін Бібер
- Нікі Мінаж
- One Direction

### Найкращий образ
- Іггі Азалія
- Кеті Перрі
- Нікі Мінаж
- Ріта Ора
- Тейлор Свіфт

### Артист на злеті[en]
- 5 Seconds of Summer
- Fifth Harmony
- Джейк Міллер[en]
- Люсі Гейл
- Нік Джонас

### Найкращий міжнародний виконавець[en]
- 5 Seconds of Summer
- Алессандра Аморозо
- B.A.P.
- Бібі Чжоу[en]
- Давід Квятковський[en]
- Дульсе Марія
- Fifth Harmony
- Мохаммед Ассаф[en]
- One Direction
- Revolverheld[en]

### Найкраща пісня з соціальним підтекстом[en]
- Аліша Кіз — «We Are Here[en]»
- Arcade Fire — «We Exist[en]»
- Бейонсе — «Pretty Hurts[en]»
- Hozier — «Take Me to Church»
- Меган Трейнор — «All About That Bass[en]»

### Ікона світового масштабу[en]
- Оззі Осборн

## Регіональні номінації

### Північна Європа

#### Найкращий британський-ірландський виконавець[en]
- Кельвін Гарріс
- Шеріл Коул
- Ед Ширан
- Сем Сміт
- One Direction

#### Найкращий данський виконавець[en]
- Burhan G[en]
- Christopher[en]
- L.I.G.A[en]
- Медіна
- Sivas[en]

#### Найкращий фінський виконавець[en]
- Ісак Елліот[en]
- Kasmir[en]
- Нікке Анкара[en]
- Робін[en]
- Teflon Brothers[en]

#### Найкращий норвезький виконавець[en]
- Adelen[en]
- Андерс Нільсен[en]
- Donkeyboy[en]
- Мартін Тунгевааг[en]
- Nico & Vinz[en]

#### Найкращий шведський виконавець[en]
- Антон Евальд[en]
- Avicii
- The Fooo
- Icona Pop
- Туве Лу

### Центральна Європа

#### Найкращий німецький виконавець[en]
- Cro[en]
- Marteria[en]
- Макс Ерре[en]
- Milky Chance
- Revolverheld[en]
- Зідо

#### Найкращий голландський виконавець[en]
- Chef'Special
- Hardwell
- Kensington[en]
- Мартін Гаррікс
- Mr. Probz[en]

#### Найкращий бельгійський виконавець[en]
- Dimitri Vegas & LIke Mike
- Netsky
- The Oddword
- Stromae
- Triggerfinger[en]

#### Найкращий швейцарський виконавець[en]
- Bastian Baker[en]
- DJ Antoine
- Mr.Da-Nos & The Product G&B[en]
- Remady & Manu-L
- Sinplus

### Південна Європа

#### Найкращий французький виконавець[en]
- Casseurs Flowters[en]
- Christine and the Queens
- Інділя
- Жюльєн Доре[en]
- Таль[en]

#### Найкращий італійський виконавець[en]
- Алессандра Аморозо
- Caparezza[en]
- Club Dogo[en]
- Еміс Кілла[en]
- Giorgia

#### Найкращий іспанський виконавець[en][6]
- Енріке Іглесіас
- Izal
- Leiva[en]
- Sweet California
- Вініла фон Бісмарк

#### Найкращий португальський виконавець[en][7]
- Amor Electro[en]
- Девід Каррейра[en]
- Дієго Міранда
- HMB
- Річі Кемпбелл

### Найкращий грецький виконавець[en]
- Vegas
- Demy
- Деспіна Ванді
- Костас Мартакіс
- Танос Петреліс[en]

### Східна Європа

#### Найкращий польський виконавець[en][8]
- Артур Роєк[en]
- Давід Квятковський[en]
- Гжегож Хижи[en]
- Jamal[en]
- Mrozu

#### Найкращий російський виконавець
- Б'янка
- Kasta
- Noize MC
- Нюша
- Serebro

#### Найкращий румунський виконавець[en]
- Andra
- Антоніа Якобеску
- Єлена Георгі
- Maxim
- Smiley[en]

#### Найкращий адріатичний виконавець[en]
- Gramatik
- Puncke[9]
- Ван Гог
- Vatra[en]
- Who See

#### Найкращий ізраїльський виконавець[en]
- Eliad
- E-Z
- Дуду Тасса[en]
- Ido B & Zooki
- TRIPL за участі Meital de Razon

### Африка, Близький Схід та Індія

#### Найкращий африканський виконавець[en]
- Davido[en]
- Diamond[en]
- Goldfish[en]
- Sauti Sol[en]
- Toofan

#### Найкращий арабський виконавець
- Cairokee[en]
- Jana
- Мохаммед Ассаф[en]
- Омар Басад[en]
- Саад Ламджарред

#### Найкращий індійський виконавець[en]
- Meet Bros Anjjan[en]
- Pritam Chakraborty[en]
- Vishal–Shekhar[en]
- Yo Yo Honey Singh[en]

### Японія та Корея

#### Найкращий японський виконавець[en]
- Дайчі Міура[en]
- E-Girls[en]
- Амуро Наміе
- One Ok Rock
- Perfume[en]

#### Найкращий корейський виконавець[en][10]
- B.A.P
- BTS
- Beast
- CNBLUE
- Kara

### Південно-Східна Азія, Китай і Гонконг і Тайвань

#### Найкращий виконавець Південно-Східної Азії[en]
- Агнеса Моніка
- Hồ Ngọc Hà[en]
- Noah[en]
- Сара Геронімо[en]
- Стефані Сан[en]
- Slot Machine[en]
- Yuna[en]

#### Найкращий китайський і гонконзький виконавець
- G.E.M.[en]
- Морайнія Лю[en]
- Ван Фен[en]
- Цзє Чжан[en]
- Бібі Чжоу[en]

#### Найкращий тайванський виконавець[en]
- A-mei
- Гібі Тіен[en]
- Mayday[en]
- Sodagreen[en]
- Віл Пань[en]

### Австралія та Нова Зеландія

#### Найкращий австралійський виконавець[en]
- 5 Seconds of Summer
- Гавана Браун[en]
- Іггі Азалія
- Justice Crew[en]
- Sia

#### Найкращий новозеландський виконавець[en]
- Broods
- Гінні Блекмор[en]
- Кімбра
- Lorde
- Стен Вокер[en]

### Латинська Америка

#### Найкращий бразильський виконавець[en]
- Anitta
- Marcelo D2[en]
- MC Guime[en]
- Pitty[en]
- Projota

#### Найкращий мексиканський виконавець
- Camila[en]
- CD9
- Дульсе Марія
- Panda[en]
- Zoe[en]

#### Найкращий виконавець центральної частини Латинської Америки[en]
- Alkiados
- Don Tetto[en]
- J Balvin
- Мірелья Сеса
- Ніколас Майорка

#### Найкращий виконавець південної частини Латинської Америки[en]
- Babasonicos[en]
- Banda de Turistas
- Максі Труссо[en]
- Miranda![en]
- Tan Bionica

### Північна Америка

#### Найкращий виконавець Сполучених Штатів[en]
- Бейонсе
- Eminem
- Fifth Harmony
- Кеті Перрі
- Фаррелл Вільямс

#### Найкращий канадський виконавець
- Arcade Fire
- Авріл Лавін
- Дрейк
- Джастін Бібер
- Кайза

## Міжнародні номінації

### Найкращий виконавець Північної Європи
- Adelen[en]
- The Fooo
- Christopher[en]
- Ісак Елліот[en]
- One Direction

### Найкращий виконавець Центральної Європи
- Dimitri Vegas & LIke Mike
- Kensington[en]
- Revolverheld[en]
- Sinplus

### Найкращий виконавець Південної Європи
- Алессандра Аморозо
- Девід Каррейра[en]
- Енріке Іглесіас
- Shaka Ponk
- Vegas

### Найкращий виконавець Східної Європи
- Andra
- Давід Квятковський[en]
- Нюша
- Tripl за участі Meital de Razon
- Ван Гог

### Найкращий виконавець Африки, Середнього Сходу та Індії[en]
- Мохаммед Ассаф[en]
- Sauti Sol[en]
- Yo Yo Honey Singh[en]

### Найкращий японський та корейський виконавець
- B.A.P.
- Дайчі Міура[en]

### Найкращий виконавець Південно-Східної Азії, Китаю, Гонконгу і Тайваню
- Гібі Тіен[en]
- Сара Геронімо[en]
- Бібі Чжоу[en]

### Найкращий виконавець Австралії та Нової Зеландії
- 5 Seconds of Summer
- Lorde

### Найкращий виконавець Латинської Америки[en]
- Anitta
- Don Tetto[en]
- Дульсе Марія
- Miranda![en]

### Найкращий виконавець Північної Америки[en]
- Fifth Harmony
- Джастін Бібер

## Виступи
| Артист                                         | Пісня                             |
| Пре-шоу                                        | Пре-шоу                           |
| ---------------------------------------------- | --------------------------------- |
| Fifth Harmony                                  | «BO$$»                            |
| Нік Джонас                                     | «Jealous»                         |
| Головне шоу                                    |                                   |
| Аріана Ґранде                                  | «Problem Break Free»              |
| Кайза                                          | «Hideaway»                        |
| Royal Blood                                    | «Figure It Out»                   |
| Charli XCX                                     | «Boom Clap Break the Rules»       |
| U2                                             | «Every Breaking Wave»             |
| Нікі Мінаж Скайлар Грей                        | «Super Bass Bed of Lies Anaconda» |
| Ед Ширан                                       | «Thinking Out Loud»               |
| Енріке Іглесіас Gente de Zona                  | «I'm a Freak Bailando»            |
| Аліша Кіз                                      | «We Are Here»                     |
| Слеш Майлз Кеннеді The Conspirators Саймон Ніл | «Crazy Train»                     |

## Учасники шоу

### Пре-шоу
- Бонанг Матеба — ведуча червоної доріжки[11]
- Лаура Вітмор[en] — ведуча червоної доріжки та ведуча бекстейджу
- Свей Калловай[en] — ведуча червоної доріжки[12]

### Головне шоу
- Емелі Санде та Аліша Кіз — оголошення номінації «Найкраща пісня»
- Redfoo — оголошення номінації «Найкращий поп-виконавець»
- Джена Мелоун[en] та Джордан Данн — оголошення номінації «Найкращий хіп-хоп виконавець»
- Scott Brown — оголошення номінації «Найкращий образ»
- Лаура Вітмор[en] — оголошення номінації «Найкраща пісня з соціальним підтекстом»
- Слеш — оголошення номінації «Ікона світового масштабу»
- Афроджек — оголошення номінації «Найкращий міжнародний виконавець»
- Стівен Джеррард та Джеймі Каррагер — оголошення номінації «Найкраща співачка»